# Wilhelm van der Haegen
Wilhelm van der Haegen oder Wilhelm De Kersemakere, portugiesisch auch Guilherme da Silveira oder Guilherme Casmaca, war ein Kaufmann aus Flandern zum Ende des 15. Jahrhunderts.
Wilhelm van der Haegen war um 1470 der erste Siedler auf der Azoreninsel Flores, die er aber nach einigen Jahren wegen fehlender Anbindungen an europäische Handelsrouten wieder verließ. Anschließend ließ er sich auf São Jorge nieder, wo er um 1480 mit der Ortschaft Topo die erste dauerhafte Siedlung auf der Insel gründete.